# Zeildragers
Zeildragers (Veliferidae) zijn een familie van straalvinnige vissen uit de orde van Koningsvissen (Lampriformes).

## Geslachten
- Metavelifer Walters, 1960
- Velifer Temminck & Schlegel, 1850